# Meis (Pontevedra)
Meis ist eine galicische Gemeinde in der Provinz Pontevedra im Nordwesten Spaniens mit 4.703 Einwohnern (Stand: 2024). 

## Geografie
Sie grenzt im Norden an Villanueva de Arosa und Portas, im Osten an Barro und Pontevedra, im Süden an Poyo und Meaño und im Westen an Ribadumia. Meis ist die größte Gemeinde in der Comarca Salnés.

## Gemeindegliederung
Die Gemeinde Meis ist in sieben Parroquias gegliedert:
| Parroquias               | Patrozinium  | Einwohner 2024 | Fläche km² | Dichte Einw./km² | Höhe msnm | Ortskennzahl |
| ------------------------ | ------------ | -------------- | ---------- | ---------------- | --------- | ------------ |
| A Armenteira             | Santa María  | 747            | 16,24      | 46               | 286       | 36028010000  |
| Meis                     | San Salvador | 421            | 8,93       | 47               | 82        | 36028030000  |
| Nogueira                 | San Vicente  | 891            | 7,29       | 122              | 109       | 36028050000  |
| Paradela                 | Santa María  | 908            | 6,13       | 148              | 17        | 36028080000  |
| San Lourenzo de Nogueira | San Lourenzo | 584            | 4,59       | 127              | 56        | 36028040000  |
| San Martiño de Meis      | San Martiño  | 461            | 4,12       | 112              | 39        | 36028020000  |
| San Tomé de Nogueira     | San Tomé     | 694            | 5,12       | 136              | 88        | 36028060000  |

## Wirtschaft
| Ackerbau, Viehzucht und Fischerei                                                  | 0147  | 07,92  |
| Industrie                                                                          | 0296  | 015,94 |
| Bauwirtschaft                                                                      | 0276  | 014,86 |
| Dienstleistungsbetriebe                                                            | 1.138 | 061,28 |
| Total                                                                              | 1.857 | 100,00 |
| * Daten aus dem Statistischen Amt für Wirtschaftliche Entwicklung in Galicien, IGE |       |        |

## Sehenswürdigkeiten
- Kloster von Armenteira
- Kapelle Mosteiro